# توتینگ
longitudeتوتینگlatitudeتوتینگ
توتینگ (به انگلیسی: Tooting) یک ناحیه در لندن است که در منطقه واندزوورث لندن واقع شده‌است.

## افراد مشهور
- صادق خان (b. 1970), Politician, Mayor of London, former Tooting MP
- دارن بنت (b. 1984), Professional footballer
- دیو کلمنت (1948-1982), Professional footballer
- جورج کول (1925-2015), Actor[۲]
- لوکی (خواننده) (Born Kareem Dennis) (b. 1986), Musician, poet, playwright, political activist
- کلینتون موریسن (b. 1979), Professional footballer

## ایستگاه‌های راه‌آهن نزدیگ
- ایستگاه راه‌آهن توتینگ
- ایستگاه راه‌آهن میتچم ایست‌فیلدز
- ایستگاه بالهام
- ایستگاه راه‌آهن هیدونز رود